# Friulano
Pour l’article homonyme, voir Friulano (fromage).
Le friulano est un cépage italien de raisin blanc. Jusque mars 2007, il portait le nom de tocai friulano, mais la mention tocai a dû être supprimée en application d'un accord entre la Communauté européenne et la Hongrie relatif à la protection réciproque et au contrôle des dénominations de vins.

## Origine et répartition géographique
Il est classé cépage d'appoint en DOC Bianco di Custoza, Colli Berici, Collio Goriziano, Colli Orientali del Friuli, Friuli Annia, Friuli Aquileia, Friuli Grave, Friuli Isonzo et Friuli Latisana.
Il est classé recommandé ou autorisé dans de nombreuses provinces d'Italie. En 1998, sa culture couvrait une superficie de 7 259 ha.
En Argentine, on le cultive sur plus de 1 000 hectares. Ce cépage se rencontre également au Chili et en Russie.
Il n'est pas classé en France.

## Caractères ampélographiques
- Extrémité du jeune rameau duveteux, blanc verdâtre.
- Jeunes feuilles aranéeuses, jaunâtres et brillantes.
- Feuilles adultes, à 3 lobes avec des sinus supérieurs étroits et à fonds aigus, un sinus pétiolaire en lyre, des dents ogivales, moyennes, un limbe aranéeux.

## Aptitudes culturales
La maturité est de deuxième époque: 20 jours après le chasselas.

## Potentiel technologique
Les grappes sont moyennes et les baies sont de taille petite. La grappe est cylindrique et compacte. Le cépage est de bonne vigueur. Le cépage est très sensible à la pourriture grise et au mildiou. Il produit des vins similaires au sauvignon.

## Synonymes
Le  friulano est connu sous les noms de brebbianello, cinquien, friulano, malaga, sauvignon à gros grains, sauvignon de la Corrèze, sauvignon Vert, sauvignonasse (en Gironde), tocai, tocai Bianco, tocai Italiano, tocai friulano, tokai, trebbianello.